# Jungle Jim in the Forbidden Land
Jungle Jim in the Forbidden Land is een Amerikaanse avonturenfilm uit 1952 onder regie van Lew Landers, geschreven door Samuel Newman. Het is de achtste film uit de Jungle Jim-reeks.

## Verhaal
De jungle raakt verdeeld in twee kampen: een groep die probeert een kudde olifanten te behoeden voor uitsterving, en een groep van stropers en criminelen die de olifanten willen doden voor hun ivoor. Jungle Jim kent als enige de locatie van een doorgang die voor beide partijen van cruciaal belang is. Hij wil deze locatie echter aan geen van beide groepen onthullen daar het gebied bewoond wordt door een inheemse stam genaamd de "Giant People". De stropers pikken dit niet, en schuiven Jim een moord in de schoenen.

## Rolverdeling
| Acteur             | Personage         |
| ------------------ | ----------------- |
| Johnny Weissmuller | Jungle Jim        |
| Angela Greene      | Dr. Linda Roberts |
| Jean Willes        | Denise            |
| Lester Matthews    | Comm. Kingston    |
| William Tannen     | 'Doc' Edwards     |
| George Eldredge    | Fred Lewis        |
| Frederic Berest    | Zulu              |